# Palavas-les-Flots
Palavas-les-Flots is een gemeente in het Franse departement Hérault (regio Occitanie). De plaats maakt deel uit van het arrondissement Montpellier. Palavas-les-Flots telde op 1 januari 2022 6.007 inwoners.

## Geografie
De oppervlakte van Palavas-les-Flots bedroeg op 1 januari 2022 2,38 vierkante kilometer; de bevolkingsdichtheid was toen 2.523,9 inwoners per km².

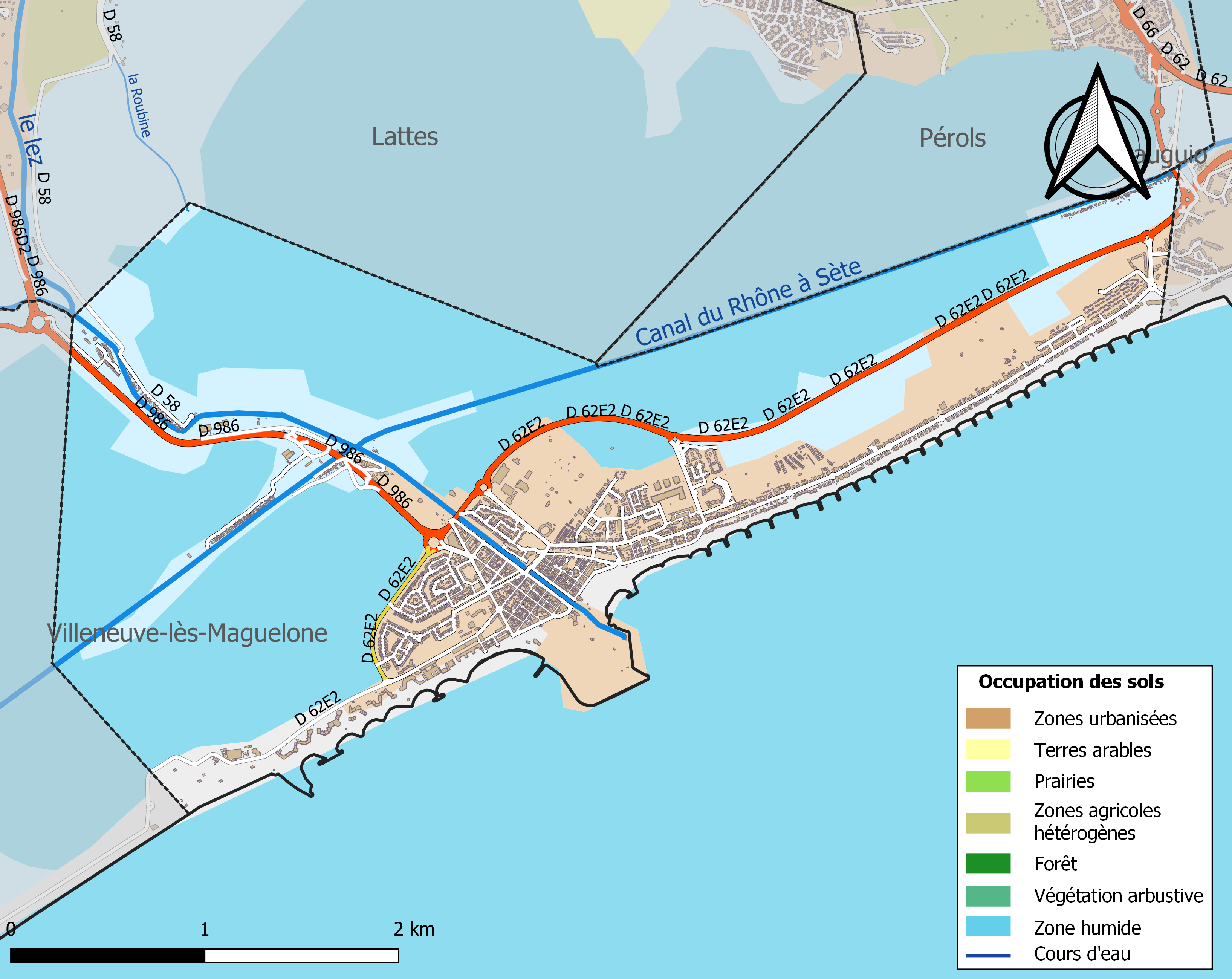
Kaart van de gemeente met belangrijkste infrastructuur, bodemgebruik en omliggende gemeenten

## Demografie
Onderstaande figuur toont het verloop van het inwonertal (bron: INSEE-tellingen).